# ヴィテイ
株式会社ヴィテイ（英: Vitei Inc.）はゲームソフトウェアの企画・開発・制作を主な事業内容とする日本の企業。

## 概要
イギリスのソフトメーカー・Argonaut Games出身で、任天堂で『スターフォックス』、『ワイルドトラックス』、『テン・エイティ スノーボーディング』等を開発したプログラマー、ジャイルズ・ゴダード（Giles Goddard）によって2002年に設立された。

## 開発作品
| 発売日（日本） | タイトル                 | プラットフォーム | 発売元 |
| -------------- | ------------------------ | ---------------- | ------ |
| 2007年9月6日   | シータ                   | ニンテンドーDS   | 任天堂 |
| 2009年11月24日 | ロックンロールクライマー | Wiiウェア        | 任天堂 |
| 2011年5月12日  | スティールダイバー       | ニンテンドー3DS  | 任天堂 |
| 2014年2月14日  | STEELDIVER SUBWARS       | ニンテンドー3DS  | 任天堂 |
| 2016年12月21日 | Tank Troopers            | ニンテンドー3DS  | 任天堂 |